# حملة القصف السوري-الروسي للمستشفيات
خلال الحرب الأهلية السورية قامت القوات الحكومية السورية والروسية بحملة ركزت على تدمير المستشفيات والمرافق الطبية في المناطق التي لا تخضع لسيطرة الحكومة السورية. نفى المسؤولون الروس والسوريون هذه «المزاعم» مرارا وتكرارا وأكدوا أنهم لا يتعمدون استهداف المرافق الطبية.

## الخلفية
للقوات الروسية دور مهم في الحرب الأهلية السورية؛ حيث ساعدت القوات الحكومة السورية على البقاء في السلطة بالرغم من كل الاحتجاجات الشعبية والحملات التي كانت تهدف لإسقاط النظام. سبق للحكومة السورية وأن هاجمت المرافق الطبية في المناطق التي لا تخضع لسيطرتها؛ وقد بدأت سلسلة الهجمات هذه في أوائل عام 2012، بما في ذلك هجمة كبيرة على مرفق طبي في آب/أغسطس من عام 2012،  ثم هجمة أخرى في تشرين الثاني/نوفمبر 2012 على دار الشفاء الطبي في مدينة حلب. ويقول محققي منظمة الأمم المتحدة أن هجمات النظام السوري منتظمة ومُتعمدة. رُفعت عدة دعواى قضائية ضد الحكومة السورية في المحكمة الجنائية الدولية لكن جمهورية الصين الشعبية وروسيا منعتا كل هذه المحاولات في عام 2014.
تُقدر منظمة أطباء من أجل حقوق الإنسان أن المرافق الطبية قد هوجمت أكثر من 300 مرة في الفترة ما بين آذار/مارس 2011 وحتى أغسطس 2015؛ وأن 90% من هذه الهجمات تمت من قبل قوات الحكومة السورية بمساعدة من روسيا وإيران.

## الهجمات على المرافق الطبية من قبل روسيا والقوات السورية في سوريا
بعد أن بدأت روسيا عملياتها العسكرية في سوريا من خلال القصف الجوي المكثف ابتداء من عام 2015؛ كانت الحصيلة 300 هجوم على المرافق الطبية السورية. من مايو إلى ديسمبر/كانون الأول 2016 هُوجمت المرافق الطبية حوالي 200 مرة من قبل القوات الروسية والسورية و في 2024 شن سلاح الجو الروسي غارة جوية على مستشفى جامعة حلب 2024 و أسفر عن مقتل ما يقل عن 13 شهيد و حوالي 40 مصاب
.
هوجمت المستشفيات في حلب عدة مرات وحتى آذار/مارس من عام 2016 كانت أكثر من ستة مستشفيات قد تعرضت للهجوم ودُمرت بالكامل أو أجزاء منها في محافظة حلب لوحدها. في نيسان/أبريل 2016 قُتل أكثر من عشرين مدني جراء غارة جوية روسية ضربت المستشفى؛  وكان هذا المستشفى بمثابة المرفق الأساسي لرعاية الأطفال في المنطقة. في تموز/يوليو 2016 تم مهاجمة مستشفى آخر من قبل الطائرات الحربية السورية لتصل حصيلة المستشفيات التي تم استهدافها في حلب إلى ستة. وفي تشرين الأول/أكتوبر 2016 تم مهاجمة مستشفى إم 10 بغارات جوية روسية وسورية.
الهجمات على المستشفيات لم تقتصر على مدينة حلب لوحدها؛ ففي تشرين الأول/أكتوبر 2015 هاجمت طائرة روسية منشأة طبية تديرها الجمعية الطبية الأمريكية السورية في بلدة سرمين. في فبراير 2016، تدمر مستشفى للأطفال في أعزاز؛ حينها ادعى الروس أنهم استهدفوا البنية التحتية لتنظيم داعش الإرهابي. وفي نفس الشهر تم استهداف اثنين من المستشفيات في معرة النعمان من قبل القوات الجوية السورية؛ واحد من الاثنان كان تابعا لمنظمة أطباء بلا حدود. حينها ادعت سوريا أن واحدة من الهجمات الجوية تمت من قِبل القوات الأمريكية. في تموز / يوليه 2016، هوجم مستشفى من قبل القوات الروسية في الأتارب. وفي أغسطس 2016 تعرضت منشأة طبية للهجوم مرة واحدة على الأقل كل 17 ساعة. واحدة من هذه الهجمات تسببت في تدمير مستشفى بالكامل تقريبا في داريا، وقد تم الهجوم بالبراميل المتفجرة المليئة بالنابالم الحارق. في نيسان/أبريل من عام 2017 هوجم مستشفى جديد في معرة النعمان. بعد الهجوم الكيميائي في خان شيخون؛ قصفت القوات السورية عيادات العلاج لأولئك الذين كانوا يُعالجون جراء التأثر بالغاز. وبسبب هذا «الحادث» ردت الولايات المتحدة من خلال استهداف صاروخي لمطار الشعيرات.
في أيلول/سبتمبر 2017 ذكرت وكالة قاسيون للأخبار أن طائرات حربية تابعة للحكومة السورية قد أغارت بعدة غارات جوية على مستشفى الرحمة في خان شيخون جنوب مدينة إدلب مما تسبب في أضرار مادية في المبنى وبالتالي خروجه عن الخدمة، كما تسبب القصف في إصابات بين مدنيين. وعلاوة على ذلك فإن الطائرات الحربية للحكومة السورية نفذت 3 غارات جوية على مستشفى بالقرب من كفرنبل في المنطقة الجنوبية من إدلب ولكن لم يُبَلَّغ عن وقوع إصابات. وفي نفس اليوم شنت الطائرات الروسية ضربات جوية على مستفشى آل طه في ريف إدلب مما أسفر عن مقتل اثنين من الممرضات وإصابة بعض المرضى وإلحاق أضرار جسيمة بالمبنى.
في تشرين الأول/أكتوبر من عام 2017 ذكرت اللجنة الدولية للصليب الأحمر أن ما يصل إلى 10 مستشفيات قد أُتلفت خلال الـ 10 أيام الماضية بمعدل تدمير مستشفى واحد كل يوم. كما ذكرت اللجنة أن مئات الآلاف من الناس قد حُرموا من الحصول على الرعاية الصحية الضرورية معربة عن قلقها الكبير من الوضع في سوريا وبخاصة في إدلب والغوطة الشرقية. وقد نشرت اللجنة الدولية بيانا قالت فيه: «على مدى الأسبوعين الماضيين شهدنا تصعيدا في العمليات العسكرية التي تسببت في إصابات كثيرة في صفوف المدنيين.»
تواصلت الهجمات على المستشفيات في إدلب في أوائل عام 2018 كما تواصل استخدام السلاح الكيميائي ضد المناطق التي تسيطر عليها القوى المعارضة للحكومة السورية. في نيسان/أبريل من عام 2018 نفذت القوات السورية بمساعدة من حليفتها الروسية هجوما كيميائيا على مستشفى في مدينة دوما خلف الكثير من القتلى والجرحى والمعطوبين. جذير بالذكر هنا أن ذلك المستشفى تابع للجمعية السورية الأمريكية الطبية. حمل المجتمع الدولي المسؤولية الكاملة وراء الهجوم لقوات الأسد وحليفتهم روسيا في حين نفت القوتان كل «المزاعم»، وبخاصة الحكومة الروسية التي نفت استخدامها لأي أسلحة كيميائية في دوما؛ ثم ادعت في وقت لاحق أن الهجوم كان مدبرا من قبل المملكة المتحدة. بعد الحادث؛ شنت الطائرات الإسرائيلية هجوما على قاعدة جوية في سوريا بتاريخ 9 نيسان/أبريل؛  ثم قصفت القوات المسلحة الفرنسية جنبا إلى جنب مع القوات المسلحة البريطانية والقوات المسلحة الأمريكية مدينتي دمشق وحمص في 14 نيسان/أبريل من نفس العام ردا على الهجوم.

## رد الفعل الدولي
وُصفت الهجمات على المستشفيات بأنها «تطور خطير» في الحرب الأهلية. ففي تشرين الأول/أكتوبر 2015 قال المتحدث باسم وزارة الخارجية الأمريكية جون كيربي أن المستشفيات في سوريا تعرضت لهجوم متكرر من قبل القوات الروسية. وفي فبراير 2016 قال تشارلز براون المسؤول الكبير في القوات الجوية الأمريكية أن روسيا هي المسؤول الأول والأخير عن الهجمات على المستشفيات في سوريا. في أواخر أيلول/سبتمبر 2016، قال الأمين العام للأمم المتحدة بان كي مون إن الهجمات على المستشفيات في حلب تُعتبر جرائم حرب. في تشرين الأول/أكتوبر 2016 وقعت الولايات المتحدة اتفاقا مع الروس المشاركين في الحملة ضد داعش من أجل الحد من استعمال البلوتونيوم في سوريا. في تشرين الثاني/نوفمبر 2016 أرسلت مستشارة الأمن القومي الأمريكي سوزان رايس تحذيرا إلى سوريا وروسيا بشأن الاستهدافات المتكررة للمستشفيات في سوريا. في شباط/فبراير من عام 2017 نشر المجلس الأطلسي تقريرا مطولا وثق فيه كل الهجمات الروسية والقصف المستمر للمستشفيات في حلب حتى تلك التي نفتها روسيا. كما وثق التقرير استخدام الأسلحة الكيميائية من قبل القوات المؤيدة للحكومة السورية. هذا وتجدر الإشارة إلى أن روسيا نفت دائما استهدافها للمستشفيات.